# SNAC
SNAC (Multi-Scale Neural Audio Codec) – bezpłatny, otwartoźródłowy kodek dźwięku oparty na sieciach neuronowych, zaprezentowany w 2024 roku. Jego twórcami są Hubert Siuzdak, Florian Grötschla i Luca A. Lanzendörfer.

## Jakość
Format wspiera tylko dźwięk mono oraz stały bitrate. Potrafi skompresować głos z przepływnością 0,98 kbp/s, a muzykę z przepływnością 1,9 kbp/s lub 2,6 kbp/s.
Wspierane przepływności to:
- 0,98 kbp/s (24khz mono) głos
- 1,9 kbp/s (32khz mono) muzyka
- 2,6 kbp/s (44khz mono) muzyka[3].